# 莫拉哈德烏帕齊拉
莫拉哈德乌帕齐拉是孟加拉国巴蓋爾哈德縣的一个乌帕齐拉，位於庫爾納专区的巴蓋爾哈德縣。

## 人口
據1991年孟加拉國人口普查，莫拉哈德共有戶數21,465戶，人口116729人。其中男性佔比50.52%，女性佔比49.48%；成年人口56,893人。該地7歲以上人口之平均識字率為31.6%。